# 战略管理
战略管理又常称企业政策管理，是决策层次最高的一种管理，包括确定战略性目标，发展并执行战略性计划来达成目标。所谓“战略性”，相对于“战术性”，考量上有更大、更长远的涵义。

## 战略
战略（strategy）一词最早是军事方面的概念。在西方，“strategy”一词源于希腊语“strategos”，意为军事将领、地方行政长官。后来演变成军事术语，指军事将领指挥军队作战的谋略。公元579年，罗马皇帝毛莱斯用拉丁文写了一本名为《stratajicon》的书，被认为是西方第一本战略著作。在中国，战略一词历史久远，“战”指战争，略指“谋略”。春秋时期孙武的《孙子兵法》被认为是中国最早对战略进行全局筹划的著作。在现代，“战略”一词被引申至政治和经济领域，其涵义演变为泛指统领性的、全局性的、左右胜败的谋略、方案和对策。
战略在管理学上一样有用。所谓商场如战场，所以第一就是树立战略的意识。战略意识在一定程度上就是长远意识，做为企业的领导者一定要从长远角度为企业制定计划，其中包括销售战略、管理战略、文化战略等等。拥有战略的意识就帮助你在未来的路上占领先机。

## 企业战略
企业战略是1965年美国管理学家安索夫在《企业战略论》中最早指出。经过多年的发展，目前的含义一般是指企业为谋求长期生存和发展，在对外部环境和内部资源条件分析研究的基础上，对企业的目标、经营方向、重大经营方针、实施步骤作出总体性的谋划。企业战略是用管理手段对管理进行界定，其对象为企业整体以及和企业有关的全部活动，應具有對整體市場的綜觀全局的能力，其中包含了對所有企業運作的商業元素與關係的透視性、相關性、前瞻性、客觀性的思維。(源自 美商D&B-香港分公司所出版，由許毓彬教授著作的 企業綜合策略制定模式與分析)

## 战略管理
战略管理是指对企业战略的管理，包括战略制定和战略实施两部分。根据美国管理科学院工商政策与战略分部的说法，战略管理学科主要关心的是总经理的角色及其遇到的管理问题，主要包括以下八个方面的内容：战略制定与实施；战略计划与决策过程；战略控制与激励；资源分配；多角化与业务组合战略；竞争战略；总经理的遴选及其行为；高级管理层的组成过程及状况。

## 战略管理的发展
从整个企业发展角度来看，战略管理是一种相对的应用模式，根据相应的规划和设计战略管理 会对整个相对的企业战略起到很好的提示和调整，因此促进战略管理的发展是一个必要的程序，战略发展的过程大概经过了，战略初级阶段，战略修整阶段，战略规划和设计阶段，战略最终出台。

## 战略管理理论的历史发展
19世纪末，以美国弗雷得里克·泰罗为代表的科学管理学派将对管理学的思考重点放在了组织内部活动的管理上。20世纪初，法国亨利·法约尔创立了古典管理理论，他对企业内部的管理活动进行整合，提出了管理的五项职能。这些被认为是最早出现的企业战略思想，其核心是拟定一个能覆盖企业各方面收入、支出状况的预算，并将经营实绩与之比较，以求控制成本和调整企业的生产行为。
1938年，社会学派代表人物美国的巴纳德在《经理的职能》一书中，首次将组织理论从管理理论和战略中分离出来，认为管理和战略主要是与领导人有关的工作。1960年代，美国哈佛大学商学院的教授安德鲁斯认为，企业战略是一种决策方式，决定和揭示企业的目的和目标，提出实现目的的重大方针与计划，确定企业该从事的经营业务等。同一时期的美国管理学家安索夫在1965年出版的《企业战略论》被认为是第一本有关于企业战略的著作，是现代战略管理理论的研究起点。
经过近几十年的发展，在战略管理理论的研究上出现了多种不同的流派，引起广泛关注的十大流派分别是：设计学派、计划学派、定位学派、企业家学派、知识学派、学习学派、权力学派、文化学派、环境学派和结构学派。随着社会网络理论、社会资本理论的发展，出现了战略网络学派。

## 外部連結
- The Journal of Business Strategies
- Strategic Planning Society （页面存档备份，存于）
- The Association of Internal Management Consultants （页面存档备份，存于） - The nationwide network of Strategic Management and Planning professionals